# Bergvorstadt Sulgen

Sulgen, nommé aussi Bergvorstadt Sulgen, Schramberg-Sulgen ou Schramberg Stadtteil Sulgen, est un arrondissement (Stadtteil) de la ville de Schramberg depuis 1939. De 1934 à 1939 Sulgen était une municipalité indépendante du Wurtemberg. Avant 1934 le « Sulgen » était un toponyme qui décrivait l’espace des deux communes de Sulgen et de Saulgau. Le Sulgen formait la partie catholique de l’espace, héritage de l’ancienne Herrschaft Schramberg. Le Sulgau était la partie protestante du terroir et appartenait au Altwürttemberg historique. De nos jours Schramberg-Sulgen a une vocation industrielle et résidentielle.